# Gehyra angusticaudata
Gehyra angusticaudata är en ödleart som beskrevs av  Taylor 1963. Gehyra angusticaudata ingår i släktet Gehyra och familjen geckoödlor. Inga underarter finns listade i Catalogue of Life.